# Albert Bolle
Edvard Albert Bolle, född den 13 december 1893 i Berlin, död den 5 juni 1978 på Lidingö, var en tyskfödd svensk företagsledare.
Bolle avlade studentexamen 1910. Han var avdelningschef vid A.V. Holm i Stockholm 1923–1932, verkställande direktör i aktiebolaget Elektroholm, vars grundare han var, 1932–1956, i Grammofonaktiebolaget Electra från 1942, i Telefunkens försäljningsaktiebolag från 1947 och i aktiebolaget Elektronom från 1957. Bolle var ordförande i C.G. Hallbergs guldsmedsaktiebolag 1952–1961, i Tyska sällskapet av år 1862 i Stockholm från 1938 och i Svensk-tyska föreningen 1955–1964. Han blev svensk medborgare 1928. Bolle vilar på Lidingö kyrkogård.